# Trzęsienie ziemi w Bukareszcie (1977)
Trzęsienie ziemi w Bukareszcie – trzęsienie ziemi, które nawiedziło rumuńską stolicę Bukareszt 4 marca 1977 roku o godzinie 21:20 czasu lokalnego. Zniszczenia odnotowano w całym kraju, a wstrząsy odczuwane były na całych Bałkanach, jak również w Polsce (w rejonie Opola). Epicentrum tego wstrząsu o sile 7,4 w skali Richtera znajdowało się w Okręgu Vrancea w Karpatach Wschodnich.

## Ofiary i zniszczenia
W wyniku trzęsienia śmierć poniosło 1400 osób, a ponad 10 tys. zostało rannych. W Bukareszcie zawaliło się ponad 30 wieżowców, a ponad 12 tys. mieszkań nie nadawało się do użytku. Obok stolicy duże spustoszenia były w okręgach: Dolj, Prahova, Teleorman i Vaslui – w okręgu Prahova wybuchły pożary w kombinatach chemicznych Brazi i Teleajen oraz w rafinerii Ploiești, w okręgu Videle przerwano prace wiertnicze, ponadto ucierpiały zakłady chemiczne w Turnu Măgurele. Na obszarach dotkniętych katastrofą zostały zerwane połączenia teleksowe i telefoniczne. Tydzień po trzęsieniu oszacowano straty na 6 miliardów lei.
5 marca Nicolae Ceaușescu ogłosił w Rumunii stan wyjątkowy oraz mobilizację wszelkich dostępnych sił do organizacji akcji ratunkowej. 9 marca Komitet Polityczny Rumuńskiej Partii Komunistycznej zdecydował się na udzielenie pomocy obywatelom, którzy stracili mieszkania i dobytek w wyniku trzęsienia ziemi.
Trzęsienie było wyczuwalne również w Bułgarii, gdzie zginęły 83 osoby.

## Reakcje
Rada Ministrów Niemieckiej Republiki Demokratycznej przekazała pomoc (leki, bandaże, żywność dla dzieci, sprzęt medyczny) o wartości 10 mln marek NRD, a rząd RFN sprzęt medyczno-techniczny, stoły operacyjne i agregaty prądotwórcze o wartości 2 mln marek niemieckich. Zbiórkę pieniędzy zorganizował także Niemiecki Czerwony Krzyż NRD.
Trzęsienie ziemi wykorzystał Nicolae Ceaușescu do przebudowy miasta. Wiele zabytkowych budynków wyburzono, by można było wybudować gmachy rządowe (m.in. Dom Ludowy).